# Izabela Engleska
Izabela Engleska (Isabella, također zvana Elizabeta, Elizabeth; 1214. – 1. prosinca 1241.) bila je kraljica Njemačke i Sicilije te carica Svetog Rimskog Carstva. To je postala udajom za cara Fridrika II. Bila je rođena kao engleska princeza.

## Životopis
Izabela je bila kćer engleskog kralja Ivana bez Zemlje i Izabele od Angoulêmea, po kojoj je nazvana. Bila je sestra Henrika III. Poput svoje majke, bila je prelijepa te je izazivala divljenje, ali i čuđenje.
Papa Grgur IX. savjetovao je Fridrika da se oženi lijepom Izabelom. Izabela je krenula na put te je u Kölnu maknula veo s lica i zaprepastila lokalne žene svojom ljepotom.
U katedrali sv. Petra Izabela se udala za Fridrika. Njezin ju je brat Rikard posjetio kad se vratio iz rata.
Postoje sporovi oko broja Izabeline djece. Sa sigurnošću se zna da je bila majka Margarete Sicilske. Pokopana je u katedrali u Italiji.